# Лейпцигский интерим
Лейпцигский интерим — соглашение (интерим) между Карлом V и лютеранами во главе с Меланхтоном, заключенное 22 декабря 1548 года на Сейме в Лейпциге. Ему предшествовал Аугсбургский интерим того же года. В основе соглашения лежал тезис об адиафоре (несущественности), которая стала обоснованием для признания лютеранами доктрин и практики католической церкви. Таким образом, с одной стороны, это должно было понизить градус антикатолических настроений (пересмотрен артикул о антихристианском характере римского папства), а с другой стороны — открывало реальную возможность поглощения католической церковью протестантских общин. Вместе с тем Лейпцигский интерим вызвал резкое неприятие среди радикальных лютеран, понизил авторитет Меланхтона и спровоцировал новый виток споров об адиафоре.